# Sonate K. 384
La sonate K. 384 (F.330/L.2) en ut majeur est une œuvre pour clavier du compositeur italien Domenico Scarlatti.

## Présentation
La sonate K. 384, en ut majeur, notée Cantabile andante, forme la première partie d'une paire avec la sonate suivante.

## Manuscrits
Le manuscrit principal est le numéro 27 et dernier du volume VIII de Venise (1754), copié pour Maria Barbara ; les autres sont Parme X 27 et Münster II 6.

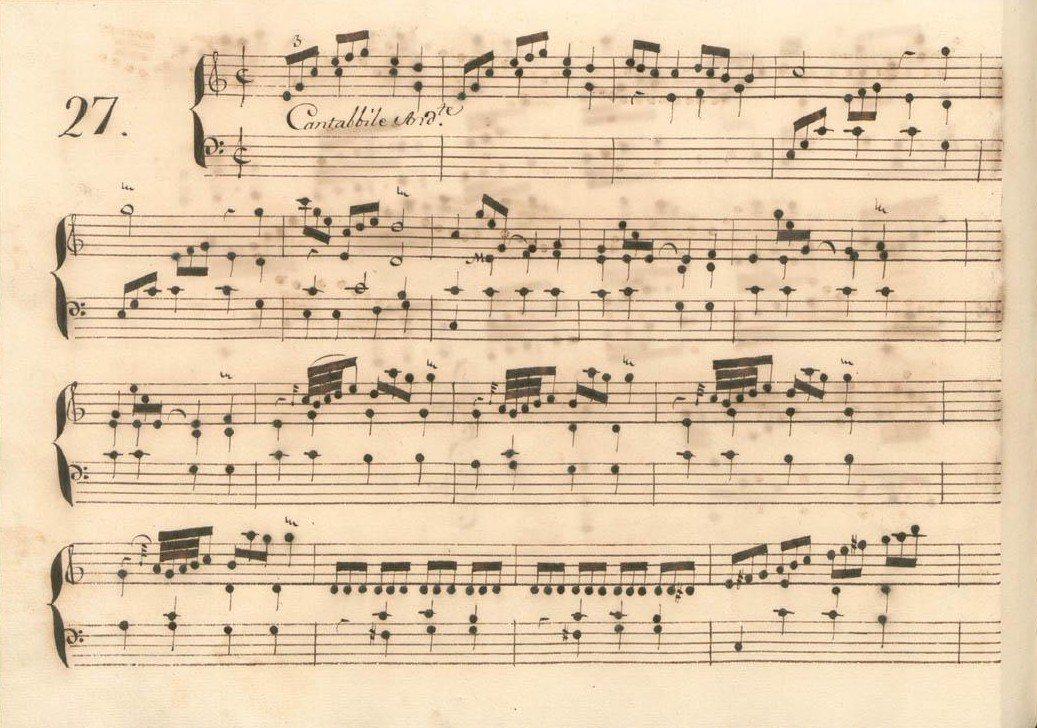
Parme X 27.

## Interprètes
La sonate K. 384 est défendue au piano, notamment par Christian Zacharias (2002, MDG), Gottlieb Wallisch (2007, Naxos, vol. 11), Carlo Grante (2013, Music & Arts, vol. 4) ; au clavecin par Scott Ross (1985, Erato), Ursula Duetschler (1988, Claves), Richard Lester (2003, Nimbus, vol. 3), Pieter-Jan Belder (Brilliant Classics, vol. 8) et Pierre Hantaï (2018, Mirare, vol. 6). Andrea Marcon l'a enregistrée à l'orgue (1996, Divox), ainsi qu'Andrés Cea (2007, Lindoro).
Andreas Nebl l'interprète à l'accordéon (2021, Castigo Classic Recordings).

## Sources
: document utilisé comme source pour la rédaction de cet article.
- Ralph Kirkpatrick (trad. de l'anglais par Dennis Collins), Domenico Scarlatti, Paris, Lattès, coll. « Musique et Musiciens », 1982 (1re éd. 1953 (en)), 493 p. (ISBN 978-2-7096-0118-4, OCLC 954954205, BNF 34689181).
- Alain de Chambure, « Domenico Scarlatti : Intégrale des sonates — Scott Ross », Erato (2564-62092-2), 1985 (OCLC 891183737) .